# Olympische Sommerspiele 2016/Rudern – Achter (Frauen)
Der Ruderwettbewerb im Achter der Frauen im Rahmen der Ruderregatta der Olympischen Sommerspiele 2016 in Rio de Janeiro wurde vom 8. bis 13. August 2016 in der Lagune Rodrigo de Freitas ausgetragen. 63 Athletinnen in sieben Mannschaften traten an.
Der Wettbewerb, der über die olympische Ruderdistanz von 2000 Metern ausgetragen wurde, begann mit zwei Vorläufen. Die jeweils erstplatzierten Mannschaften qualifizierten sich direkt für das Finale, alle anderen mussten in den Hoffnungslauf. Hier qualifizierten sich die ersten vier von fünf Booten für das Finale. Im Finale am 13. August kämpften sechs Mannschaften um olympische Medaillen.
Die jeweils für die nächste Runde qualifizierten Mannschaften sind hellgrün unterlegt.
Als große Favoriten waren die US-Amerikanerinnen in den Wettbewerb gegangen, die seit 2006 alle bedeutenden Wettbewerbe und Titel gewonnen hatten. Tatsächlich gelang ihnen im Finale ein überzeugender Sieg, bei dem die britische Auswahl Silber vor den drittplatzierten Rumäninnen gewannen.

## Titelträger und Ausgangslage
| Olympiasieger (London 2012)             | Vereinigte Staaten Erin Cafaro, Zsuzsanna Francia, Esther Lofgren, Taylor Ritzel, Meghan Musnicki, Elle Logan, Caroline Lind, Caryn Davies, Mary Whipple (Stf.)            |
| Weltmeister (Aiguebelette 2015)         | Vereinigte Staaten Victoria Opitz, Meghan Musnicki, Amanda Polk, Lauren Schmetterling, Emily Regan, Kerry Simmonds, Tessa Gobbo, Heidi Robbins, Katelin Snyder (Stf.)      |
| Europameister (Brandenburg 2016)        | Vereinigtes Königreich Catherine Greves, Melanie Wilson, Frances Houghton, Polly Swann, Jessica Eddie, Olivia Carnegie-Brown, Karen Bennett, Zoe Lee, Zoe de Toledo (Stf.) |
| Weltbestzeit (5:54,16 min, Luzern 2013) | Vereinigte Staaten Amanda Polk, Kerry Simmonds, Emily Regan, Lauren Schmetterling, Grace Luczak, Caroline Lind, Victoria Opitz, Heidi Robbins, Katelin Snyder (Stf.)       |

## Teilnehmer
| Qualifikation                | Nation                 | Mannschaft |
| ---------------------------- | ---------------------- | --- |
| Weltmeisterschaften 2015     | Vereinigte Staaten     | Amanda Elmore Tessa Gobbo Eleanor Logan Meghan Musnicki Amanda Polk Emily Regan Lauren Schmetterling Kerry Simmonds Katelin Snyder (Stf.)                                                      |
| Weltmeisterschaften 2015     | Neuseeland             | Genevieve Behrent Kelsey Bevan Emma Dyke Kerri Gowler Grace Prendergast Kayla Pratt Rebecca Scown Ruby Tew Frances Turner (Stf.)                                                               |
| Weltmeisterschaften 2015     | Kanada                 | Caileigh Filmer Susanne Grainger Antje von Seydlitz-Kurzbach Natalie Mastracci Cristy Nurse Lisa Roman Christine Roper Lauren Wilkinson Lesley Thompson (Stf.)                                 |
| Weltmeisterschaften 2015     | Vereinigtes Königreich | Karen Bennett Olivia Carnegie-Brown Jessica Eddie Catherine Greves Frances Houghton Zoe Lee Polly Swann Melanie Wilson Zoe de Toledo (Stf.)                                                    |
| Internationale Qualifikation | Rumänien               | Mădălina Bereș Andreea Boghian Adelina Boguș Roxana Cogianu Irina Dorneanu (gemeldet, aber gesperrt), Iuliana Popa (Ersatz) Laura Oprea Mihaela Petrilă Ioana Strungaru Daniela Druncea (Stf.) |
| Internationale Qualifikation | Niederlande            | Wianka van Dorp Sophie Souwer Lies Rustenburg Jose van Veen Elisabeth Hogerwerf Claudia Belderbos Monica Lanz Olivia van Rooijen Ae-Ri Noort (Stf.)                                            |
| Internationale Qualifikation | Australien             | Charlotte Sutherland Meaghan Volker Fiona Albert Lucy Stephan Molly Goodman Jessica Morrison Olympia Aldersey Alexandra Hagan Sarah Banting (Stf.)                                             |

Als fünftplatzierte Mannschaft der Ruder-Weltmeisterschaften 2015 war eine russische Rudermannschaft für den Wettbewerb im Frauen-Achter qualifiziert. Darin waren Alexandra Fjodorowa, Anastassija Karabelschtschikowa, Jelena Lebedewa, Jelena Orjabinskaja, Julija Popowa, Jekaterina Potapowa, Alewtina Sawkina, Anastassija Tichanowa und Steuerfrau Ksenija Wolkowa gemeldet. Im Zuge der Veröffentlichung des McLaren-Reports in der russischen Staatsdopingaffäre am 18. Juli wurden allerdings zahlreiche russische Ruderer von den Olympischen Spielen durch den Weltruderverband ausgeschlossen, so dass Russland den Achter nicht mehr besetzen konnte. Australien rückte auf Basis der Ergebnisse der Qualifikationsregatta in Luzern nach.
Im rumänischen Boot wurde die zunächst nominierte Ruderin Irina Dorneanu wenige Tage vor den Olympischen Spielen aufgrund eines positiven Dopingtests auf das Mittel Meldonium durch die als Ersatzruderin nominierte Iuliana Popa ersetzt.

## Vorläufe
Montag, 8. August 2016

### Vorlauf 1
| Platz | Boot               | Besatzung                                                                                     | Zeit (min) | Qualifikation |
| ----- | ------------------ | --------------------------------------------------------------------------------------------- | ---------- | ------------- |
| 1     | Vereinigte Staaten | Elmore, Gobbo, Logan, Musnicki, Polk, Regan, Schmetterling, Simmonds, Snyder (Stf.)           | 6:06,34    | Finale        |
| 2     | Niederlande        | van Dorp, Souwer, Rustenburg, van Veen, Hogerwerf, Belderbos, Lanz, van Rooijen, Noort (Stf.) | 6:14,36    | Hoffnungslauf |
| 3     | Rumänien           | Bereș, Boghian, Boguș, Cogianu, Popa, Oprea, Petrilă, Strungaru, Druncea (Stf.)               | 6:16,24    | Hoffnungslauf |
| 4     | Australien         | Sutherland, Volker, Albert, Stephan, Goodman, Morrison, Aldersey, Hagan, Banting (Stf.)       | 6:22,68    | Hoffnungslauf |

### Vorlauf 2
| Platz | Boot           | Besatzung                                                                                           | Zeit (min) | Qualifikation |
| ----- | -------------- | --------------------------------------------------------------------------------------------------- | ---------- | ------------- |
| 1     | Großbritannien | Bennett, Carnegie-Brown, Eddie, Greves, Houghton, Lee, Swann, Wilson, de Toledo (Stf.)              | 6:09,52    | Finale        |
| 2     | Neuseeland     | Behrent, Bevan, Dyke, Gowler, Prendergast, Pratt, Scown, Tew, Turner (Stf.)                         | 6:12,05    | Hoffnungslauf |
| 3     | Kanada         | Filmer, Grainger, von Seydlitz-Kurzbach, Mastracci, Nurse, Roman, Roper, Wilkinson, Thompson (Stf.) | 6:12,44    | Hoffnungslauf |

## Hoffnungslauf
geplant am Mittwoch, 10. August 2016, verschoben auf Donnerstag, 11. August 2016
| Platz | Boot        | Besatzung                                                                                           | Zeit (min) | Qualifikation |
| ----- | ----------- | --------------------------------------------------------------------------------------------------- | ---------- | ------------- |
| 1     | Kanada      | Filmer, Grainger, von Seydlitz-Kurzbach, Mastracci, Nurse, Roman, Roper, Wilkinson, Thompson (Stf.) | 6:28,07    | Finale        |
| 2     | Rumänien    | Bereș, Boghian, Boguș, Cogianu, Popa, Oprea, Petrilă, Strungaru, Druncea (Stf.)                     | 6:32,63    | Finale        |
| 3     | Neuseeland  | Behrent, Bevan, Dyke, Gowler, Prendergast, Pratt, Scown, Tew, Turner (Stf.)                         | 6:34,90    | Finale        |
| 4     | Niederlande | van Dorp, Souwer, Rustenburg, van Veen, Hogerwerf, Belderbos, Lanz, van Rooijen, Noort (Stf.)       | 6:35,96    | Finale        |
| 5     | Australien  | Sutherland, Volker, Albert, Stephan, Goodman, Morrison, Aldersey, Hagan, Banting (Stf.)             | 6:40,45    | –             |

## Finale
Samstag, 13. August 2016

Anmerkung: Ermittlung der Plätze 1 bis 6
| Platz | Boot               | Besatzung                                                                                           | Zeit (min) |
| ----- | ------------------ | --------------------------------------------------------------------------------------------------- | ---------- |
| 1     | Vereinigte Staaten | Elmore, Gobbo, Logan, Musnicki, Polk, Regan, Schmetterling, Simmonds, Snyder (Stf.)                 | 6:01,49    |
| 2     | Großbritannien     | Bennett, Carnegie-Brown, Eddie, Greves, Houghton, Lee, Swann, Wilson, de Toledo (Stf.)              | 6:03,98    |
| 3     | Rumänien           | Bereș, Boghian, Boguș, Cogianu, Popa, Oprea, Petrilă, Strungaru, Druncea (Stf.)                     | 6:04,10    |
| 4     | Neuseeland         | Behrent, Bevan, Dyke, Gowler, Prendergast, Pratt, Scown, Tew, Turner (Stf.)                         | 6:05,48    |
| 5     | Kanada             | Filmer, Grainger, von Seydlitz-Kurzbach, Mastracci, Nurse, Roman, Roper, Wilkinson, Thompson (Stf.) | 6:06,04    |
| 6     | Niederlande        | van Dorp, Souwer, Rustenburg, van Veen, Hogerwerf, Belderbos, Lanz, van Rooijen, Noort (Stf.)       | 6:08,37    |

### Weiteres Klassement ohne Finals
| Platz | Boot       | Besatzung                                                                               | Zeit (min) |
| ----- | ---------- | --------------------------------------------------------------------------------------- | ---------- |
| 7     | Australien | Sutherland, Volker, Albert, Stephan, Goodman, Morrison, Aldersey, Hagan, Banting (Stf.) | –          |